# Budgetpropositionen till Sveriges riksdag

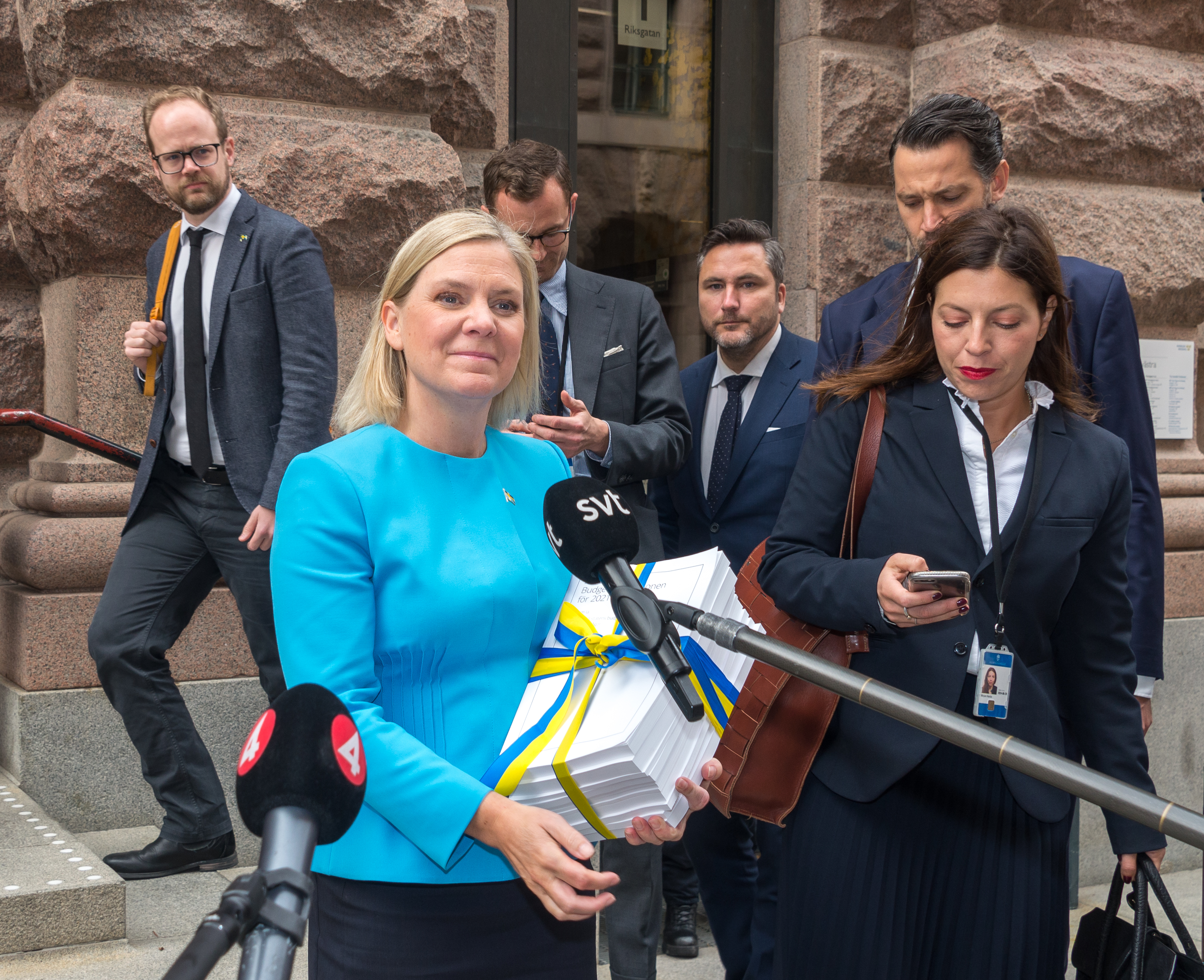
Magdalena Andersson överlämnar regeringens budgetproposition för 2021 till riksdagen den 21 september 2020. Den sedvanliga budgetpromenaden uteblev på grund av den rådande coronapandemin.

Budgetpropositionen till Sveriges riksdag (även kallad nådiga luntan) är den svenska regeringens förslag till statens budget inför varje budgetår. Fram till utgången av 1974 var det officiella namnet Kunglig Majestäts nådiga statsverksproposition, därav uttrycket nådiga luntan.
Den presenteras av Sveriges finansminister till riksdagen senast den 20 september varje år, utom valår. Under valår ska en ny regering presentera en budget tre veckor efter att den har tillträtt. En budget måste oavsett hur lång tid regeringsskiftet tar lämnas till riksdagen senast den 15 november.
Av tradition bär finansministern propositionen från Finansdepartementet till riksdagshuset, vid den så kallade budgetpromenaden.

## Ekonomisk vårproposition
Sveriges riksdags budgetarbete inleds med att Sveriges regering på våren lägger fram sin ekonomiska vårproposition. Propositionen skall lämnas senast den 15 april.

## Format
Propositionens fysiska form har genom åren bland annat bestått av en diger lunta papper, en enkel CD-ROM och ett USB-minne.